# Echinometridae
Echinometridae Gray, 1855 è una famiglia di ricci di mare dell'ordine Camarodonta.

## Tassonomia
In questa famiglia sono riconosciuti i seguenti generi:
- Caenocentrotus H.L. Clark, 1912
- Colobocentrotus Brandt, 1835
- Echinometra Gray, 1825
- Echinostrephus A. Agassiz, 1863
- Evechinus Verrill, 1871
- Heliocidaris L. Agassiz & Desor, 1846
- Heterocentrotus Brandt, 1835
- Selenechinus de Meijere, 1904
- Zenocentrotus A.H. Clark, 1932

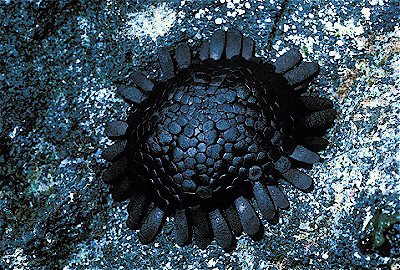
Colobocentrotus atratus
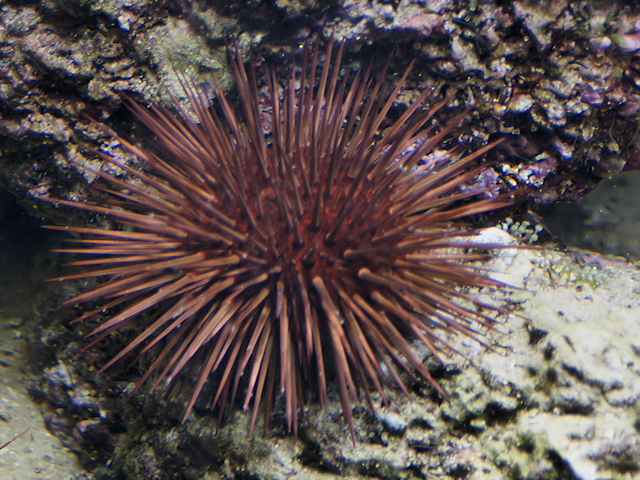
Echinometra lucunter
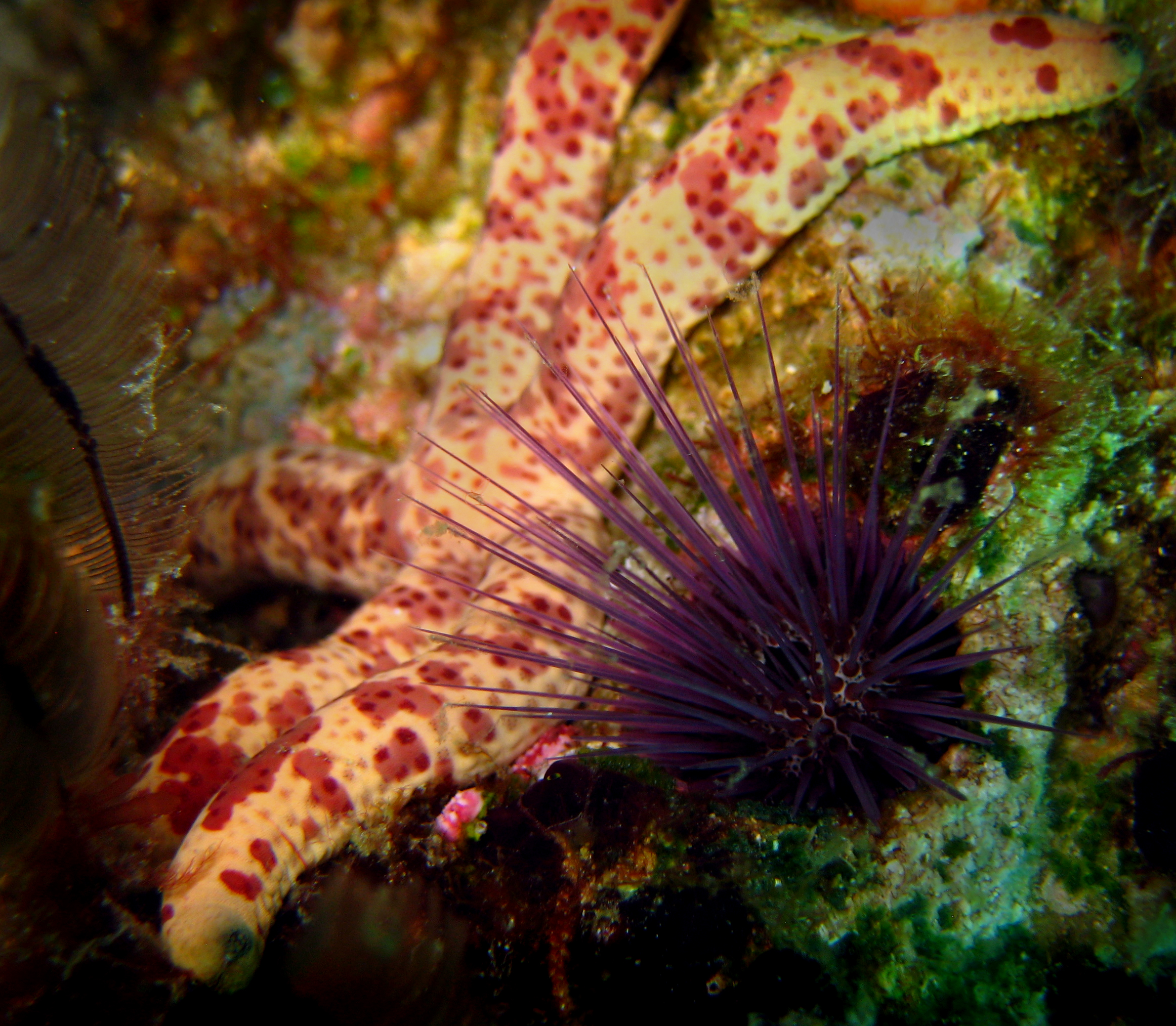
Echinostrephus molaris
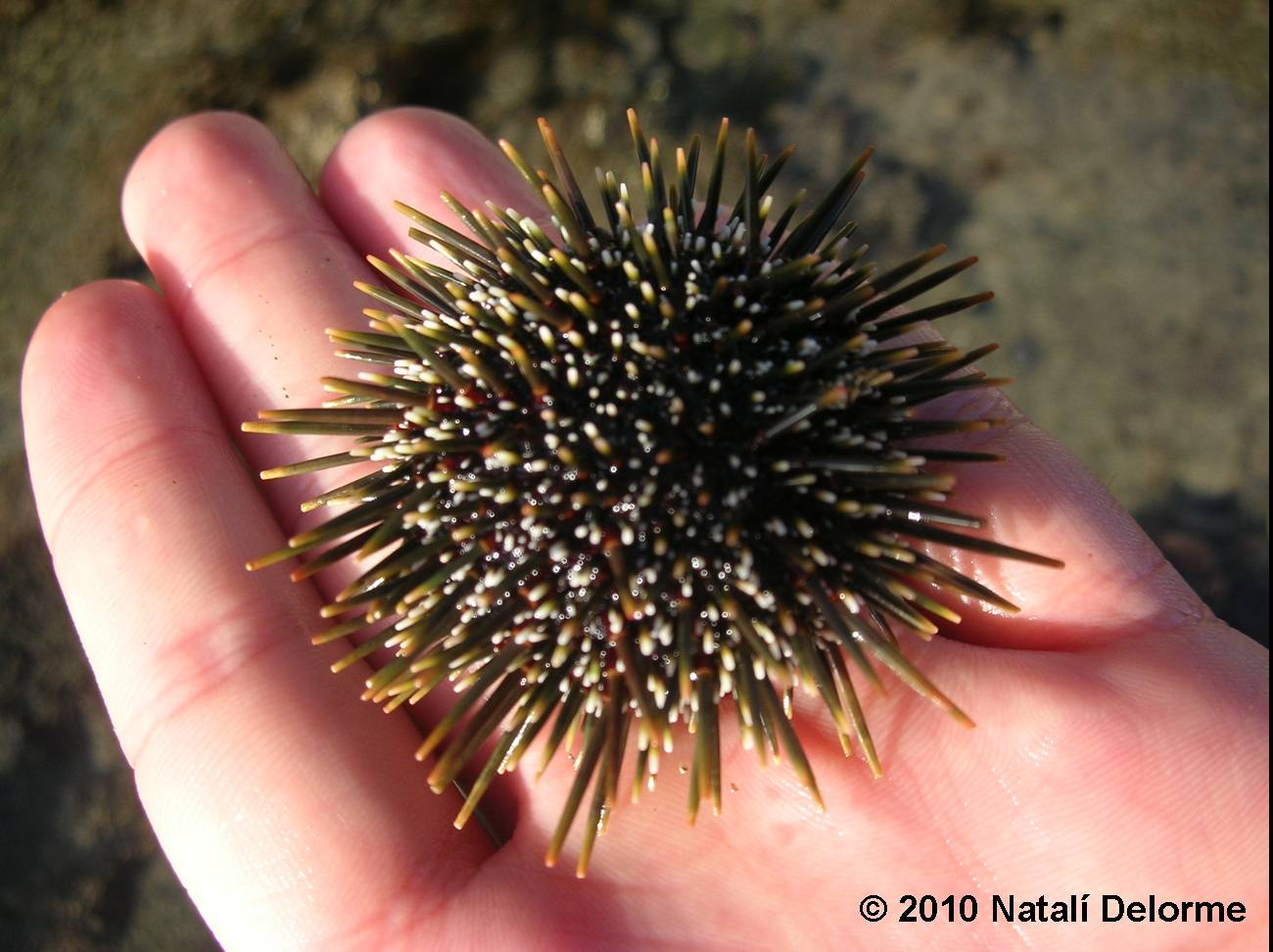
Evechinus chloroticus
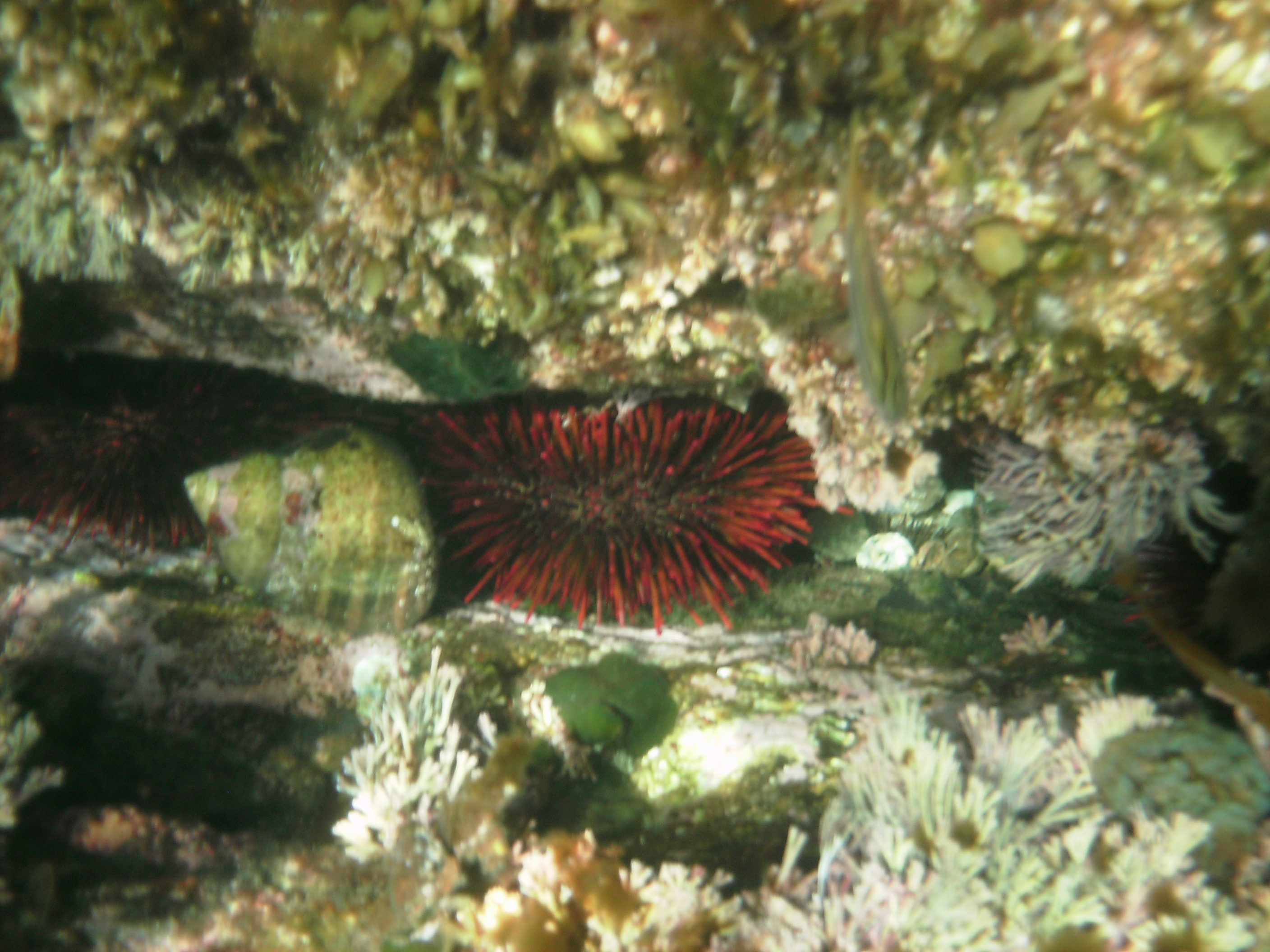
Heliocidaris tuberculata
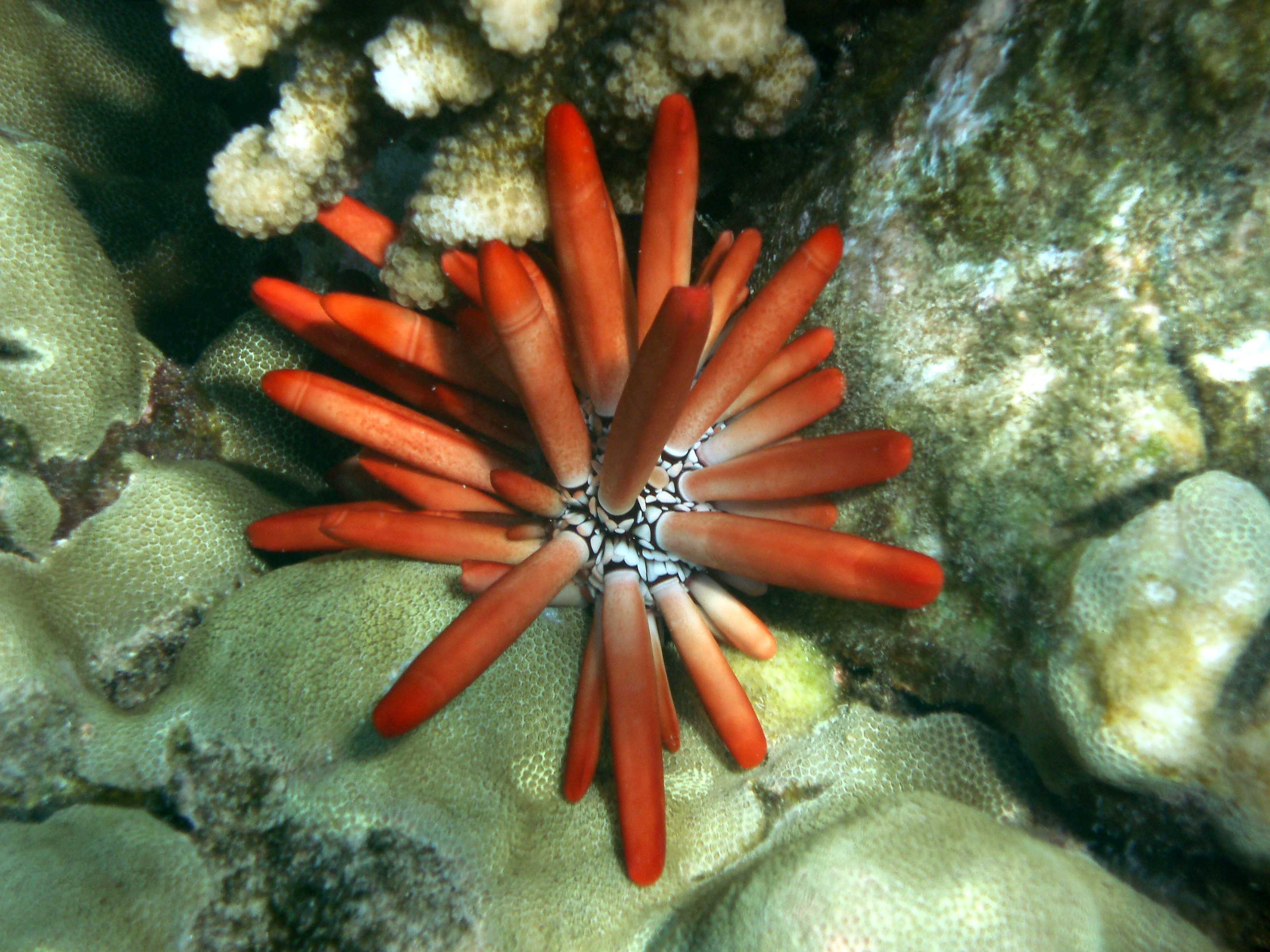
Heterocentrotus mammillatus

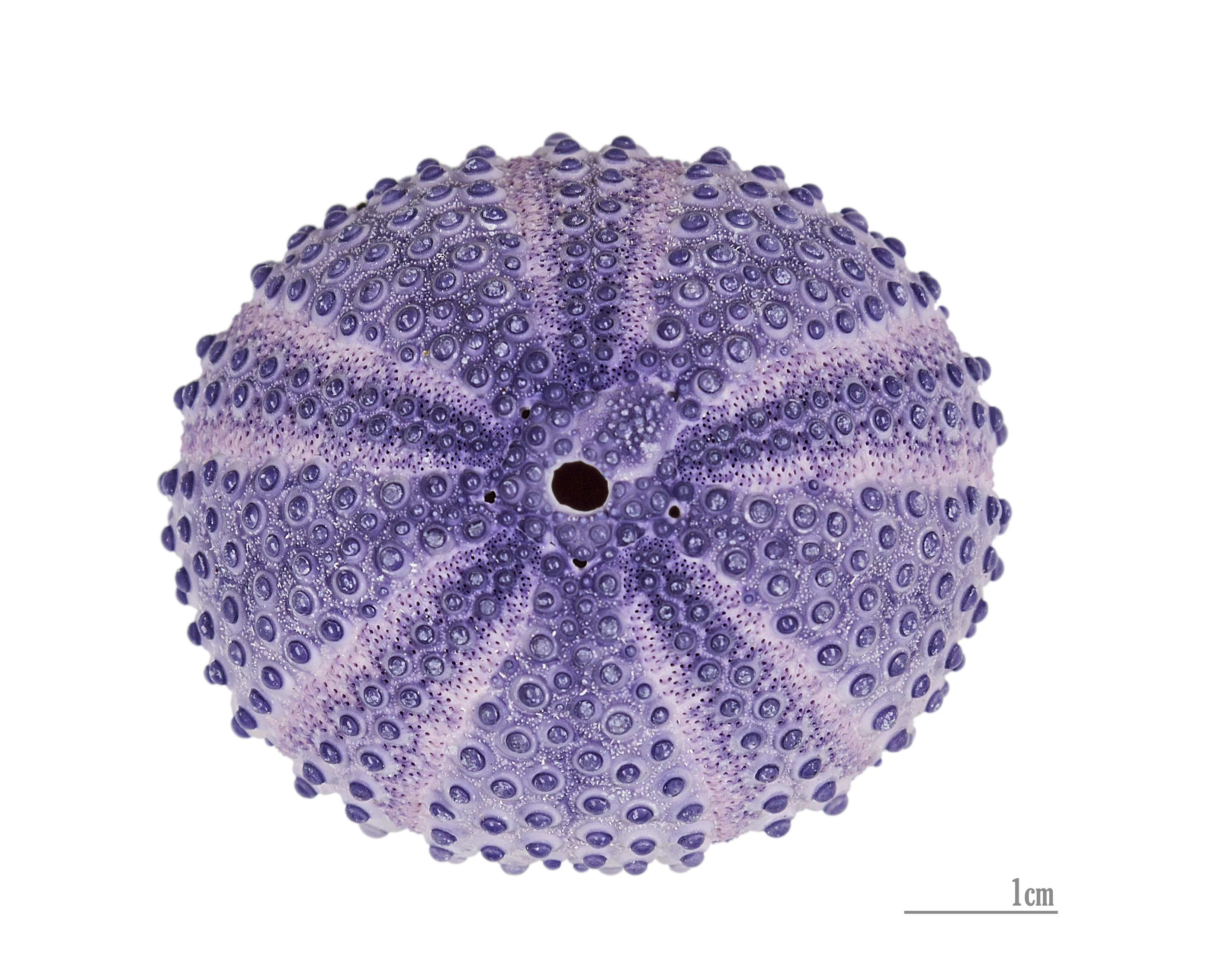
Test di Colobocentrotus atratus
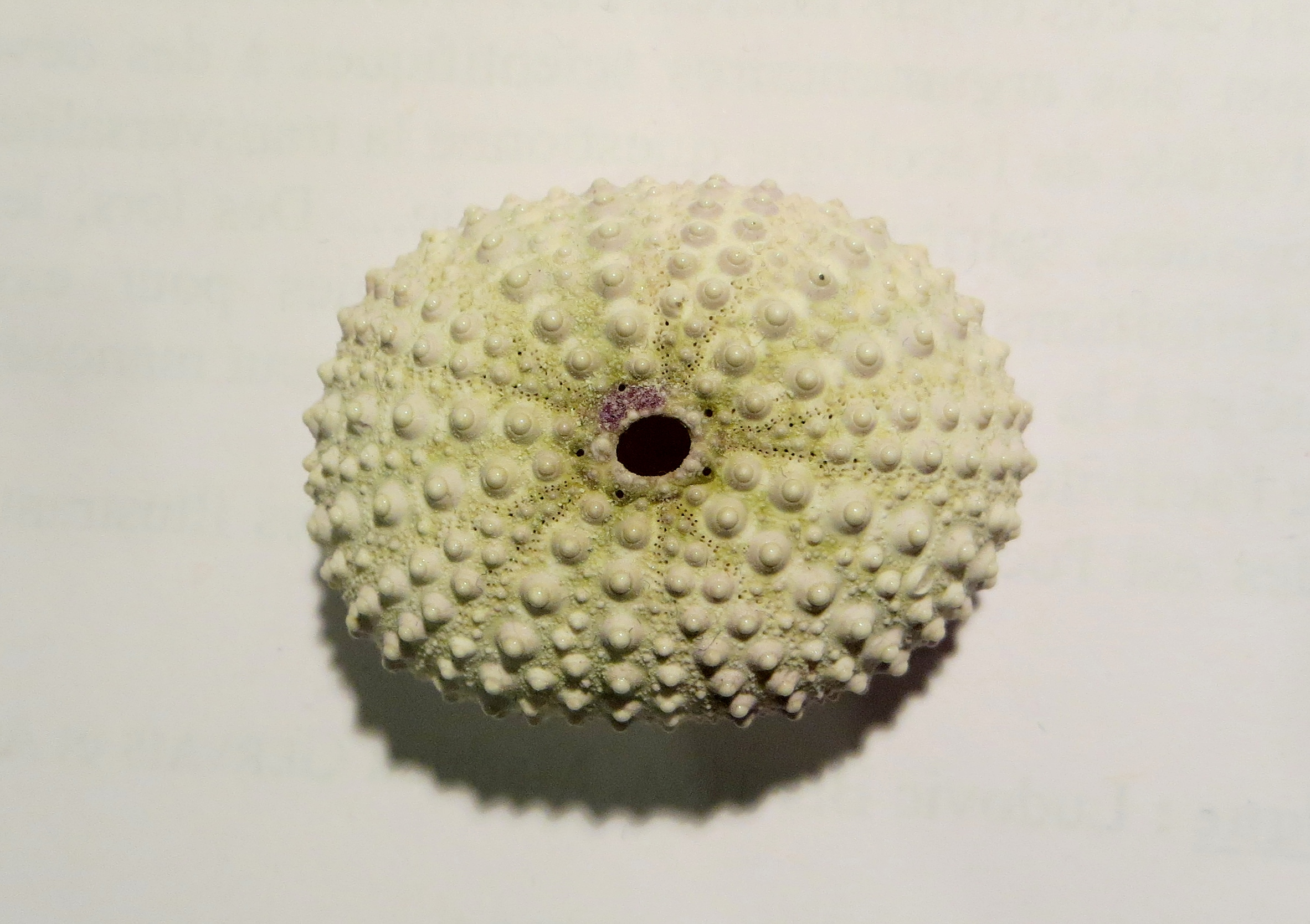
Echinometra mathaei
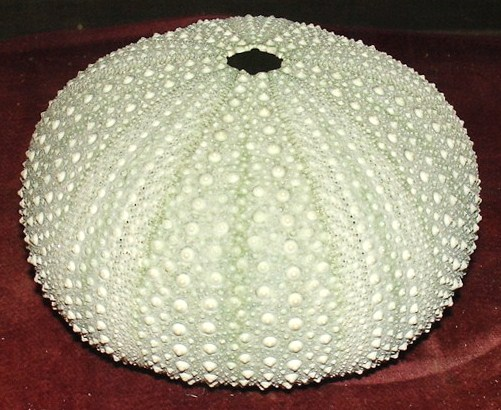
Evechinus chloroticus
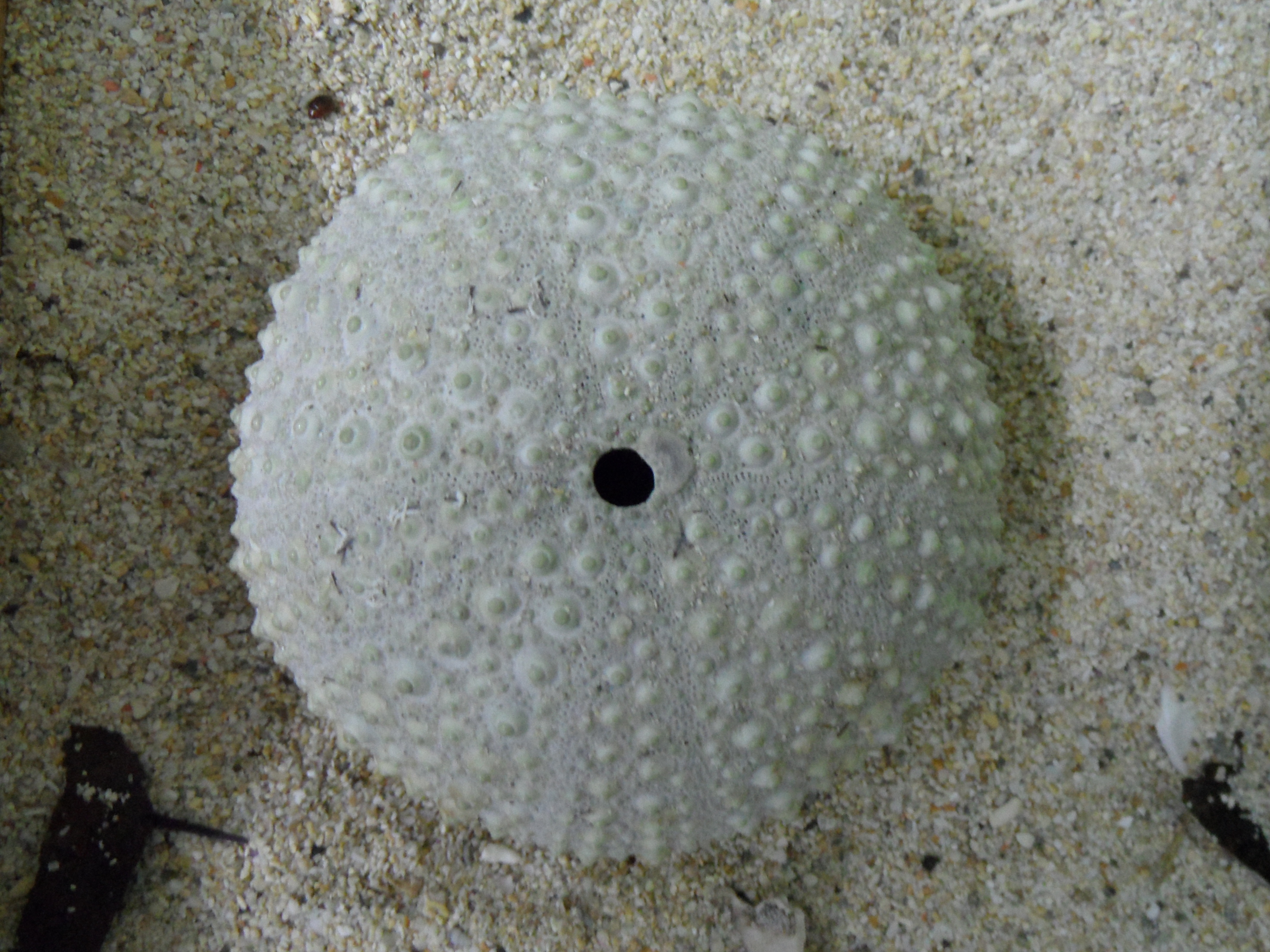
Heliocidaris tuberculata
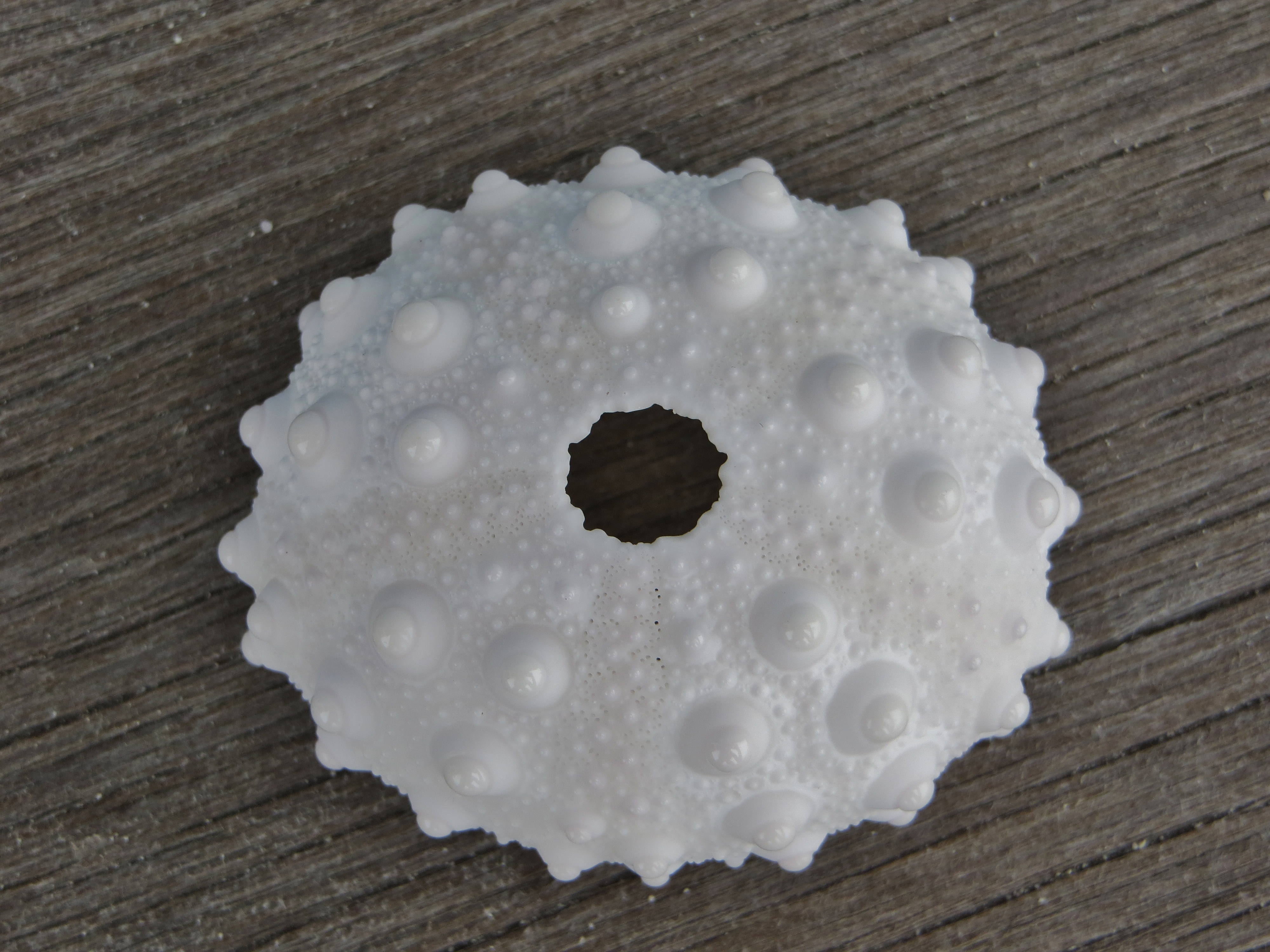
Heterocentrotus mamillatus